# Rapagnano
Rapagnano település Olaszországban, Marche régióban, Fermo megyében. Lakosainak száma 1908 fő (2023. január 1.). Rapagnano Grottazzolina, Magliano di Tenna, Monte San Pietrangeli, Torre San Patrizio, Fermo, Montegiorgio és Francavilla d’Ete községekkel határos.

## Népesség
A település lakossága az elmúlt években az alábbi módon változott:
| Lakosok száma | 2110 | 2077 | 1908 |
|               | 2017 | 2018 | 2023 |